# Brauerei Diebels
 (avril 2021).
Si vous disposez d'ouvrages ou d'articles de référence ou si vous connaissez des sites web de qualité traitant du thème abordé ici, merci de compléter l'article en donnant les références utiles à sa vérifiabilité et en les liant à la section « Notes et références ».
La Brauerei Diebels GmbH & Co. KG est une brasserie à Issum.
Elle appartient au groupe Anheuser-Busch InBev Germany Holding Gmbh, filiale allemande d'Anheuser-Busch InBev.

## Histoire
La brasserie Diebels est fondée en 1878 par le brasseur de Krefeld Josef Diebels à Issum. Après 20 ans, la brasserie atteint une production annuelle de 10 000 hectolitres en 1898. En 1928, 27 employés travaillent pour Diebels et produisent 24 500 hectolitres. Pendant la Seconde Guerre mondiale, les destructions sont minimes et l'entreprise croît pendant la reprise économique. En 1967, 175 000 hectolitres sont produits.
Jusqu'au début des années 1970, presque toutes les bières pour l'Allemagne sont brassées dans une brasserie plutôt locale. La nouvelle stratégie de Diebels est devenir un spécialiste de l'Altbier. Il n'a été brassé que dans un Altbier à fermentation haute et a fait connaître la marque Diebels au niveau national. La fermentation haute fait connaître la marque Diebels au niveau national. Elle conquiert ainsi la moitié du marché pour cette bière. Dès 1975, la production atteignait 500 000 hectolitres et six ans plus tard, 1 000 000 hectolitres. En 1987, la brasserie Diebels présente la première Altbier non alcoolisée sous le nom Issumer Alt alkoholfrei.
Au cours de l'été 2001, le groupe Interbrew achète la brasserie pour un montant de 100 millions d'euros. Après une brève affiliation avec la brasserie Beck & Co. à Brême, les activités commerciales de toutes les brasseries du groupe InBev en Allemagne sont fusionnées en 2003 au sein d’Interbrew Deutschland Vertriebs GmbH & Co. KG.
Après près de 30 ans de spécialisation complète dans l'Altbier, Diebels annonce le 8 octobre 2004 un élargissement de sa gamme, de même que le 13 février 2005 une Pilsner Brauart.
En janvier 2018, AB InBev annonce son intention de vendre Diebels avec la brasserie est-allemande Hasseröder à l'investisseur financier CK Corporate Finance GmbH (CKCF) de Kronberg im Taunus. La transaction devait être achevée mi-2018, mais échoue car l'investisseur estime que le contrat n'est pas respecté. Les discussions se poursuivent avec d'autres acheteurs potentiels.

## Production
- Diebels : Altbier avec un degré d'alcool de 4,9%
- Diebels Alkoholfrei : variante sans alcool de l'Altbier
- Diebels Light : Altbier avec un degré d'alcool de 40%
- Diebels Pils
- Dimix : Panaché de Diebels Alt avec du cola